# Itsuki Enomoto
Itsuki Enomoto (榎本 樹 Enomoto Itsuki?), född 4 juni 2000 i Saitama prefektur, är en japansk fotbollsspelare.
Enomoto började sin karriär 2019 i Matsumoto Yamaga FC.